# روبرت شتراوس
روبرت شتراوس (بالإنجليزية: Robert Strauss)‏ هو ممثل أمريكي، ولد في 8 نوفمبر 1913 بنيويورك في الولايات المتحدة، وتوفي بنفس المكان في 20 فبراير 1975 بسبب سكتة. بدأ مشواره المهني سنة 1930.

## أعمال

### أفلام
- (1953) المعسكر 17
- (1955) سنة الحكة السابعة

## ترشيحات
- جائزة الأوسكار لأفضل ممثل مساعد، عن عمل: المعسكر 17 (1953)

## وصلات خارجية
- روبرت شتراوس على موقع IMDb (الإنجليزية)
- روبرت شتراوس على موقع ألو سيني (الفرنسية)
- روبرت شتراوس على موقع ميوزك برينز (الإنجليزية)
- روبرت شتراوس على موقع تيرنر كلاسيك موفيز (الإنجليزية)
- روبرت شتراوس على موقع أول موفي (الإنجليزية)
- روبرت شتراوس على موقع قاعدة بيانات برودواي على الإنترنت (الإنجليزية)
- روبرت شتراوس على موقع قاعدة بيانات الأفلام السويدية (السويدية)
- روبرت شتراوس على موقع إن إن دي بي (الإنجليزية)
- روبرت شتراوس على موقع قاعدة بيانات الفيلم (الإنجليزية)
- روبرت شتراوس على موقع كينوبويسك (الروسية)